# 1534
Cette page concerne l'année 1534  du calendrier julien.
L'année 1534 est une année commune qui commence un jeudi.

## Événements
- Mars - avril : Sher Shâh Sûrî est victorieux au Bengale à la bataille de Surajgarh[1].
- 16 - 18 août : le Sultan d'Alger Khayr al-Din occupe, au nom de la Jénina et de la Sublime Porte, La Goulette et Tunis et dépose le souverain hafside Abû `Abd Allâh Muhammad V al-Hasan (Moulay Hassan)[2].
- 3 novembre : fondation par le pape Paul III de l'évêché de Goa en Inde[3].
- 13 juillet : prise de Tabriz par les Ottomans. Süleyman Ier entre dans la ville le 27 septembre. Il occupe l’Azerbaïdjan, puis Bagdad (31 décembre)[4] et Bassora.
- 23 décembre : traité entre le vice-roi de l'Inde portugaise Nuno da Cunha et le sultan du Gujerat Bahâdûr Shâh qui cède Bassein aux Portugais[5]
- 31 décembre : prise de Bagdad par les Ottomans[6].
- Début du règne de Abd ar-Raham, khan d’Astrakhan (fin en 1538)[7].
- Début du règne du roi d'Ayutthaya Chairacha (en) (fin en 1546). Reprise des conflits dans le Nord de la Thaïlande. Guerre avec la Birmanie[8].
- Ambassade portugaise au Mali. Au début du XVIe siècle, les souverains songhaï sont maîtres de toutes les provinces méridionales du Mali jusqu’au Tekrour. L’empereur du Mali fait appel en 1534 au gouverneur portugais des comptoirs du golfe de Guinée, mais celui-ci n’envoie qu’une mission diplomatique à Niani. La menace songhaï se précise[9].

### Amérique
- 24 mars : Cuzco est organisée en municipalité par les Espagnols après le couronnement du dernier empereur inca[10].
- 28 février : arrivée de Pedro de Alvarado dans la baie des Caraques. Pizarro envoie Diego de Almagro qui fait la jonction avec Belalcázar et rencontre Alvarado dans la plaine de Riobamba, au sud-ouest de Quito. Alvarado accepte de quitter le Pérou contre le versement de cent mille pesos d’or. Belalcázar occupe Quito, et Almagro, décidé à faire valoir ses droits, repart pour Cuzco[11].
- 10 mars : concession accordée à Duarte Coelho sur la capitainerie de Pernambouc. Pour exploiter les ressources du Brésil (bois brésil, canne à sucre), le roi Jean III de Portugal divise la colonie en capitaineries octroyées à des capitaines-donataires. Ces capitaineries sont à l'origine des États actuels du pays[12].
- 20 avril : Jacques Cartier, qui s'est mis en tête de trouver la route du Nord pour atteindre les Indes sans passer par la longue et périlleuse route du Sud, part de Saint-Malo avec deux petits bâtiments, et le soutien du roi François Ier, à la recherche du passage. À défaut, il découvrira le Québec et le Labrador. Il reconnaît partiellement les côtes de Terre-Neuve (10 mai), de l’île du Prince-Édouard et du Nouveau-Brunswick, puis explore le Saint-Laurent (1534 et 1535-1536)[13].
- 3 mai, Équateur : Rumiñahui est battu par Belalcázar à la bataille de Tiocajas[14].
- 9 juin : Jacques Cartier est le premier européen à découvrir officiellement (ses écrits et des découvertes archéologiques attestent la présence de pêcheurs basques) le Saint-Laurent sur le continent nord-américain[13].
- 24 juillet : Jacques Cartier arrive à Gaspé, y plante une croix et prend possession du territoire au nom du roi de France. Donnacona, le chef du village amérindien de Stadaconé (Québec) proteste contre ce geste. Néanmoins, Jacques Cartier convainc Donnacona d’emmener en France ses deux fils Domagaya et Taignoagny[13].
- 15 août : fondation de Quito[14].
- 5 septembre : De retour à Saint-Malo, Jacques Cartier ramène de sa première expédition en Amérique, deux Indiens qu'il présente au roi François Ier[13].

- Le prédicateur franciscain Francisco de Vitoria met en cause la guerre menée contre les Incas, en contestant le principe de la donation du pape[15].

### Europe
- 15 janvier - 30 mars[16] : session du Parlement d'Angleterre (Reformation Parliament), qui met à mal la suprématie du pape. Il renforce le statute of Praemunire de 1353 d’une clause qui stipule que la non-élection du candidat royal sur « congé d’élire » déclenche des poursuites judiciaires. La publication de tout document pontifical est interdite et les écrits protestants « contre l’évêque de Rome » ne sont plus considérés comme hérétiques. Les bénéfices ecclésiastiques doivent être désormais pourvus uniquement en Angleterre, et le Premier Acte de Succession écarte la princesse Marie au profit des enfants du second mariage[17].
- 28 janvier : alliance d'Augsbourg entre le roi de France François Ier, le landgrave (protestant) de Philippe Ier de Hesse, la Saxe et la Bavière[18].

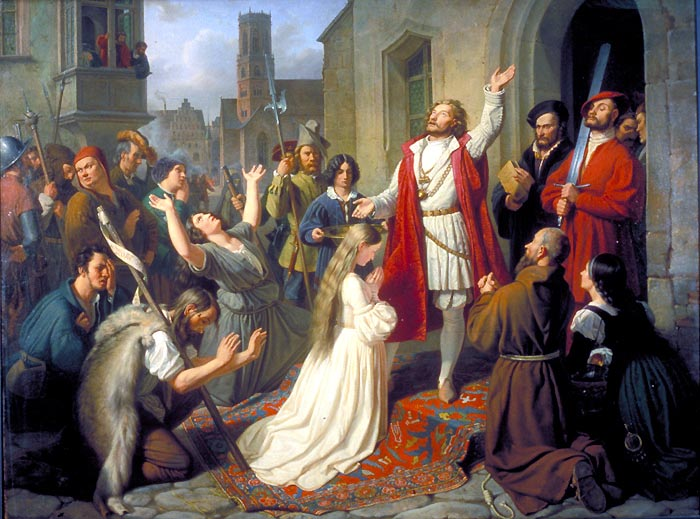
27 février : théocratie anabaptiste à Münster

- 27 février : à l'initiative des prêcheurs itinérants Jan Matthijs et Jean de Leyde, une théocratie anabaptiste est proclamée à Münster (Allemagne) et le prince-évêque Franz von Waldeck est expulsé[19]. Une alliance des autorités catholiques et des luthériens entreprend le siège des insurgés en avril : malgré la famine, le siège durera encore un an.
- 23 mars : dans un consistoire tenu à Rome par le pape Clément VII, le premier mariage de Henri VIII est déclaré bon et valide[20].
- 4 avril : 
  - Le Parlement d'Angleterre confirme l'annulation du mariage d'Henri VIII et de Catherine par le Premier Acte de Succession, par lequel il écarte sa fille Marie devenue illégitime. Elle perd son titre et sort de la liste des prétendants au trône d'Angleterre.
  - Série de tremblements de terre à Naples[21].
- 13 mai : bataille de Lauffen. La Ligue de Smalkade reprend le duché de Wurtemberg aux Habsbourg et y installe un prince protestant, Ulrich VI[22]. La Grande ligue de Souabe, dissoute, se divise en deux camps hostiles : la partie protestante du Wurtemberg et la partie catholique, alliée à l’Autriche[23].
- Mai : mission de Guillaume du Bellay, ambassadeur de François Ier en Allemagne et en Suisse[24].
- 11 juin : révolte de Kildare. Gérald le Jeune, prince normand irlandais indépendant, est emprisonné par Henri VIII, qui bat son fils Silken Thomas, éliminant le pouvoir des Fitzgerald de Kildare[25].

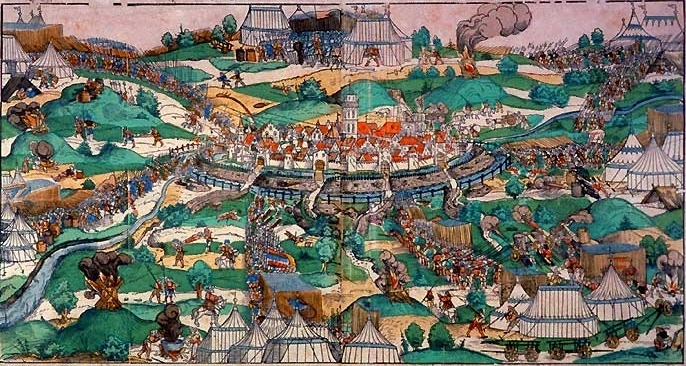
Le siège de Münster : premier assaut mené par l'archevêque déchu Franz von Waldeck à la Pentecôte 1534.

- 24 juin : les anabaptistes, conduit par Jean de Leyde fondent un « royaume de Sion » communautaire à Münster. Il est écrasé en 1535 par l’évêque de Münster et Philippe de Hesse[26].
- 4 juillet : début du règne de Christian III, roi du Danemark (fin en 1559). Il se fait élire roi par la noblesse du Jylland (juillet), puis repousse une coalition formée autour de Lübeck et fait échouer la tentative de débarquement de Christian II de Danemark (1534-1536)[27].
- 24 juillet, France : ordonnance relative à la formation des légions provinciales[28]. Le cadre de recrutement devient la légion, composée de 6 cohortes de 1 000 hommes, chacune divisée en deux enseignes commandées par un capitaine. Au milieu du siècle, la légion cède la place au régiment.

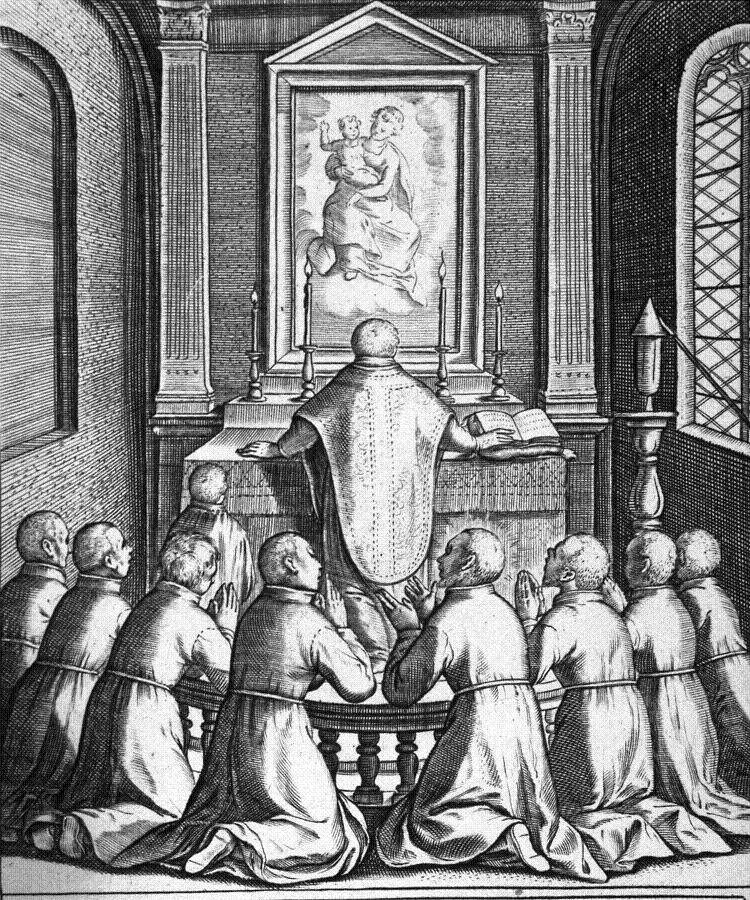
15 août : premier vœux de la Compagnie de Jésus à Montmartre.

- 15 août : sept amis rassemblés autour d'Ignace de Loyola, tous étudiants à l'université de Paris, prononcent à Montmartre, dans une chapelle à la Vierge, les deux vœux de pauvreté et chasteté, et font la promesse de se rendre en Terre sainte[29]. Les compagnons de Saint Ignace sont : les Espagnols Jacques Lainez, Nicolás Bobadilla, Alfonso Salmeron, le Navarrais François Xavier, le Portugais Simon Rodrigues et le Savoyard Pierre Favre. Ce groupe est à l'origine de la Compagnie de Jésus, fondée en 1540.
- Septembre : publication de la Bible traduite par Martin Luther en langue vulgaire. Il fonde de l'allemand littéraire[30].
- 13 octobre : élection du pape Paul III (Alessandro Farnese), ancien évêque de Vence, qui devient le 220e pape de l'Église catholique (fin du pontificat en 1549)[31].
- 18 octobre : l'affaire des Placards éclate. Dans la nuit du 17 au 18 octobre, des placards rédigés par le pasteur français Antoine Marcourt, sont posés par les protestants à Paris et Amboise, intitulés « Abus de la messe papale » (ils récusent l’Eucharistie). Apposés jusque sur la porte de la chambre du roi, ils déclenchent une répression brutale contre les adeptes de la Réforme (1534-1535)[32]. Calvin quitte la France à la suite de l’affaire[33].
- 3 novembre : Thérèse d'Ávila prononce ses vœux au carmel d'Ávila[34].
- 4 novembre : le Parlement anglais adopte l’acte de Suprématie[35]. Henri VIII prend personnellement la tête de l’Église d’Angleterre. Des poursuites sont prévues contre ceux qui entament des actions pour priver le roi d’un titre ou d’une dignité : Thomas More et John Fisher, évêque de Rochester, qui refusent de reconnaître le roi comme chef suprême de l’Église d’Angleterre, sont condamnés à mort et exécutés (1535).

## Naissances en 1534
- 16 janvier : Guillaume de Gadagne, militaire et noble français († 26 janvier 1601).
- 5 février : Giovanni Bardi, écrivain, compositeur et critique d'art italien († septembre 1612).
- 15 février : Alexandre Sauli, évêque italien d'Aléria, reconnu comme saint par l'église catholique († 11 octobre 1593).
- 28 février : Alberico I Cybo-Malaspina, chambellan de Philippe II d'Espagne, prince de l'empire et de Massa, duc d'Aiello et baron de Padula († 18 janvier 1623).
- 19 mars : José de Anchieta, prêtre jésuite espagnol († 9 juin 1597).
- 20 mars : Francesco Mantica, cardinal italien († 28 janvier 1614).
- 3 juin : Hosokawa Fujitaka, daimyo japonais de l'époque Sengoku († 6 octobre 1610).
- 15 juin :
  - André d'Autriche, cardinal autrichien († 12 novembre 1600).
  - Henri Ier de Montmorency, Duc de Montmorency, deuxième fils du connétable Anne de Montmorency et de Madeleine de Savoie († 2 avril 1614).
  - Michel Roset, personnalité politique et ambassadeur genevois († 25 août 1613).
- 23 juin : Oda Nobunaga, daimyo japonais de l'époque Sengoku († 21 juin 1582).
- 1er juillet : Frédéric II de Danemark, roi de Danemark et de Norvège († 4 avril 1588).
- 3 juillet : Myeongjong, treizième roi de la Corée en période Joseon († 3 août 1567).
- 18 juillet : Zacharias Ursinus, théologien protestant allemand († 6 mai 1583).
- 18 octobre : Jean Passerat, poète et humaniste français († 14 septembre 1602).
- 1er novembre : Mu Dong, homme politique chinois († 6 décembre 1579).
- 2 novembre : Éléonore d'Autriche, archiduchesse d'Autriche, princesse de Hongrie et de Bohème († 5 août 1594).
- 6 novembre : Joachim Camerarius le Jeune, médecin et botaniste allemand († 11 octobre 1598).
- 16 décembre : Hans Bol, peintre de paysages, dessinateur, graveur, enlumineur et cartonnier de tapisseries flamand († 20 novembre 1593).
- Date précise inconnue :
  - Lodovico Agostini, chanteur, compositeur, prêtre et érudit italien († 20 septembre 1590).
  - Lucia Albani Avogadro, noble et poétesse italienne († 1568).
  - Dirck Barendsz, peintre néerlandais († 26 mai 1592).
  - Louis Cappel de Montgemberg, théologien français († 1586).
  - Antoine de Chandieu, pasteur protestant, diplomate et militaire français († 23 février 1591).
  - Volcher Coiter, médecin et naturaliste néerlandais († 2 juin 1576).
  - Lucas D'Heere, peintre, poète et écrivain flamand († 29 août 1584).
  - Samuel Eisenmenger, professeur de médecine et de mathématiques allemand († 1585).
  - Bartolomeo Ferratini, cardinal italien († 1er novembre 1606).
  - Étienne Forcadel, écrivain et juriste français († 1573).
  - Gamō Katahide, daimyo de la période Sengoku à la période Azuchi Momoyama († 26 mai 1584).
  - Obertus Giphanius, historien du droit, professeur d'université, philologue et juge d'origine hollandaise (parfois déclaré de nationalité allemande) († 26 juillet 1604).
  - Antonio Grimaldi Cebà, doge de Gênes († 1599).
  - Hachiya Yoritaka, samouraï de l'époque Sengoku de l'histoire du Japon, au service du clan Oda († 3 novembre 1589).
  - Ishikawa Kazumasa, vassal notable de Tokugawa Ieyasu († 1609).
  - Claude de La Baume, cardinal franc-comtois († 14 juin 1584).
  - Jan Łasicki, historien et théologien polonais († 1602).
  - Fernando de las Infantas, compositeur, prêtre et théologien espagnol († vers 1610).
  - Conrad Lautenbach, théologien, pasteur, bibliothécaire, historien et traducteur allemand († 18 avril 1595).
  - Louis Le Caron, jurisconsulte, poète et philosophe français († 1613).
  - Martino Longhi l'Ancien, architecte italien († 11 juin 1591).
  - Isaac Louria, rabbin et kabbaliste († 15 ou 25 juillet 1572).
  - Jean-Frédéric Madruzzo, noble d'origine italienne († 11 avril 1586).
  - Antonio Martelli, condottiere Italien, chevalier de Malte († 5 novembre 1618).
  - Masamori Obata, un des célèbres 24 généraux de Shingen Takeda († 29 mars 1582).
  - Oda Ujiharu, seigneur de guerre japonais de la province de Hitachi de la  période Sengoku de l'histoire du Japon († 13 novembre 1602).
  - Paolo Pino, peintre et écrivain italien († 1565).
  - Gérard Richier, sculpteur sur pierre français († 1600).
  - Saitō Toshimitsu, samouraï de l'époque Sengoku de l'histoire du Japon († 6 juillet 1582).
  - Matteo Senarega, quatre-vingtième doge de Gênes († 21 décembre 1606).
  - Setthathirat : roi du Lan Xang (actuel Laos) († 1571).
  - Alessandro Sforza, cardinal italien († 16 mai 1581).
  - François Tabazan, bourreau genevois († 1624).
  - Suzuki Magoichi, chef du Saika ikki († 2 mai 1589).
- Vers 1534 :
  - Joachim Bueckelaer, peintre flamand († vers 1574).
  - Jean-Étienne Duranti, premier président du parlement de Toulouse († 10 février 1589).
  - Claude Haton, prêtre français († vers 1605).
  - James Hepburn, troisième mari de Marie Stuart, reine d'Écosse († 14 avril 1578).
  - Fiach McHugh O'Byrne, seigneur de Ranelagh († 20 juillet 1597).
  - Giuseppe Meda, peintre maniériste, architecte et ingénieur hydraulique italien († 1599).

## Décès en 1534
- 1er mars : Henri Brandon, 1er comte de Lincoln (° 1523).
- 5 mars : Antonio Allegri dit Le Corrège, peintre italien (° vers 1489).
- 9 août : Thomas de Vio, dit Cajetan, théologien et cardinal dominicain (° 20 février 1469).
- 25 septembre : Clément VII meurt soudainement (empoisonné ou pas) à la suite d'une intoxication alimentaire aux champignons, qu'il affectionnait beaucoup.
- 28 septembre : Lodovico ou Alvise Gritti, ministre turco-vénitien du roi de Hongrie Jean Zapolyai, assassiné en Transylvanie[36].
- 25 novembre : Otto Brunfels, botaniste allemand (° vers 1488).
- 7 décembre : Jean André Lascaris (Janus Lascaris)[37], humaniste byzantin réfugié en Italie après la prise de Constantinople, à Rome (° 1445). Son protecteur Laurent Ier de Médicis l’a envoyé à deux reprises en Grèce d’où il rapporte de nombreux manuscrits  (° vers 1445).
- Date précise inconnue :
  - Cesare Magni, peintre italien (° vers 1495).
  - Philippe de Villiers de L'Isle-Adam, 44e grand maître (° 1464).
- Vers 1534 :
  - Bartolomeo da Urbino, peintre italien (° vers 1465).
  - Marcantonio Raimondi, orfèvre et graveur italien (° vers 1480).
- 1534 ou 1538 :
- Hans Dürer, peintre et graveur allemand (° 21 février 1490).